# 1977 (álbum de Ana Tijoux)
'1977' es el segundo álbum de estudio de la artista chilena de hip hop Ana Tijoux, publicado el 9 de marzo de 2010 a través del sello Nacional Records. 1977 es el segundo disco solista de Tijoux y quinto álbum a nivel general. El álbum recibió una nominación al premio Grammy por Mejor Álbum Rock/Alternativo Latino. La canción "1977" fue utilizada en las series Breaking Bad de AMC y Broad City de Comedy Central, además de los videojuegos FIFA 11 y FIFA 23 de EA Sports.

## Lista de canciones
| N.º | Título                          | Productor(es)                       | Duración |  |
| 1.  | «Intro»                         | Hordatoj                            | 1:17     |  |
| 2.  | «Partir de Cero»                | Hordatoj, Ana Tijoux                | 3:48     |  |
| 3.  | «1977»                          | Ana Tijoux                          | 3:22     |  |
| 4.  | «Sube»                          | Hordatoj, Ana Tijoux                | 3:33     |  |
| 5.  | «Obstáculo»                     | DJ Spacio, Ana Tijoux               | 4:03     |  |
| 6.  | «Crisis de un MC»               | Hordatoj, Ana Tijoux                | 4:31     |  |
| 7.  | «Problema de 2»                 | DJ Tee, Ana Tijoux                  | 3:52     |  |
| 8.  | «Mar Adentro»                   | DJ Dacel, Hordatoj, Ana Tijoux      | 3:49     |  |
| 9.  | «Oulala»                        | Hordatoj, Ana Tijoux                | 3:20     |  |
| 10. | «Pie Izquierdo»                 | Hordatoj, Ana Tijoux                | 3:58     |  |
| 11. | «Humanidad»                     | Hordatoj, Ana Tijoux                | 3:59     |  |
| 12. | «La Nueva Condena»              | Ana Tijoux                          | 3:29     |  |
| 13. | «Avaricia»                      | Da Bass, Fire Rebel                 | 5:00     |  |
| 14. | «Crisis de un MC» (CAF Versión) | Como Asesinar a Felipes, Ana Tijoux | 4:02     |  |